# پسران گمشده: قبیله
پسران گمشده: قبیله (انگلیسی: Lost Boys: The Tribe) یک فیلم ترسناک آمریکایی محصول سال ۲۰۰۸ به کارگردانی پی جی پسس است که دنباله‌ای بر فیلم پسران گمشده محصول ۱۹۸۷ است. در این فیلم تد هیلگنبرینک، آنگوس ساترلند، آتم ریسر و کوری فلدمن به ایفای نقش پرداخته‌اند.
دنباله این فیلم پسران گمشده: تشنگی در سال ۲۰۱۰ منتشر شد.

## خلاصه داستان
یک زن جوان پس از نقل مکان به شهری جدید در ایالت کالیفورنیا، متوجه می‌شود دوستان جدیدی که پیدا کرده همگی خون‌آشام هستند...…

## بازیگران
- تاد هیلگنبرینک
- آتم ریسر
- کوری فلدمن
- کوری‌هایم
- گابریل راس
- شان سیپس
- تام ساوینی